# Antonio Ferro (músico)
Antonio Ferro, en portugués: António Ferro, (Portalegre, siglo XVI — ¿Portalegre?, siglo XVII) fue un compositor y maestro de capilla portugués, activo durante el Renacimiento.

## Vida
Se sabe muy poco de la vida de Antonio Ferro. Nació el siglo XVI, en Portalegre, y recibió su formación musical de Manuel Mendes, maestro de capilla de la catedral local. Mendes también formó a otros nombres clave de la música portuguesa del renacimiento, como Duarte Lobo, Filipe de Magalhães, Manuel Cardoso y Manuel Rebelo; pero, de la producción musical de Antonio Ferro nada se conoce.
La importancia de este músico portalegrense proviene de su actividad como maestro de capilla en la Catedral de Portalegre. Diogo Barbosa Hacha lo caracteriza como «insigne profesor», aunque no le dedique una entrada en su obra Biblioteca Lusitana. Fue de su escuela que salieron compositores como Manuel Leitán de Avilés, maestro de capilla en Úbeda y Granada; Manuel de Tavares, maestro de capilla en Baeza, Murcia, Las Palmas y Cuenca; y João Baptista Gomes, maestro de capilla de la corte ducal en Vila Viçosa. Murió en fecha desconocida, ya en el siglo XVII.